# Robin Bryntesson

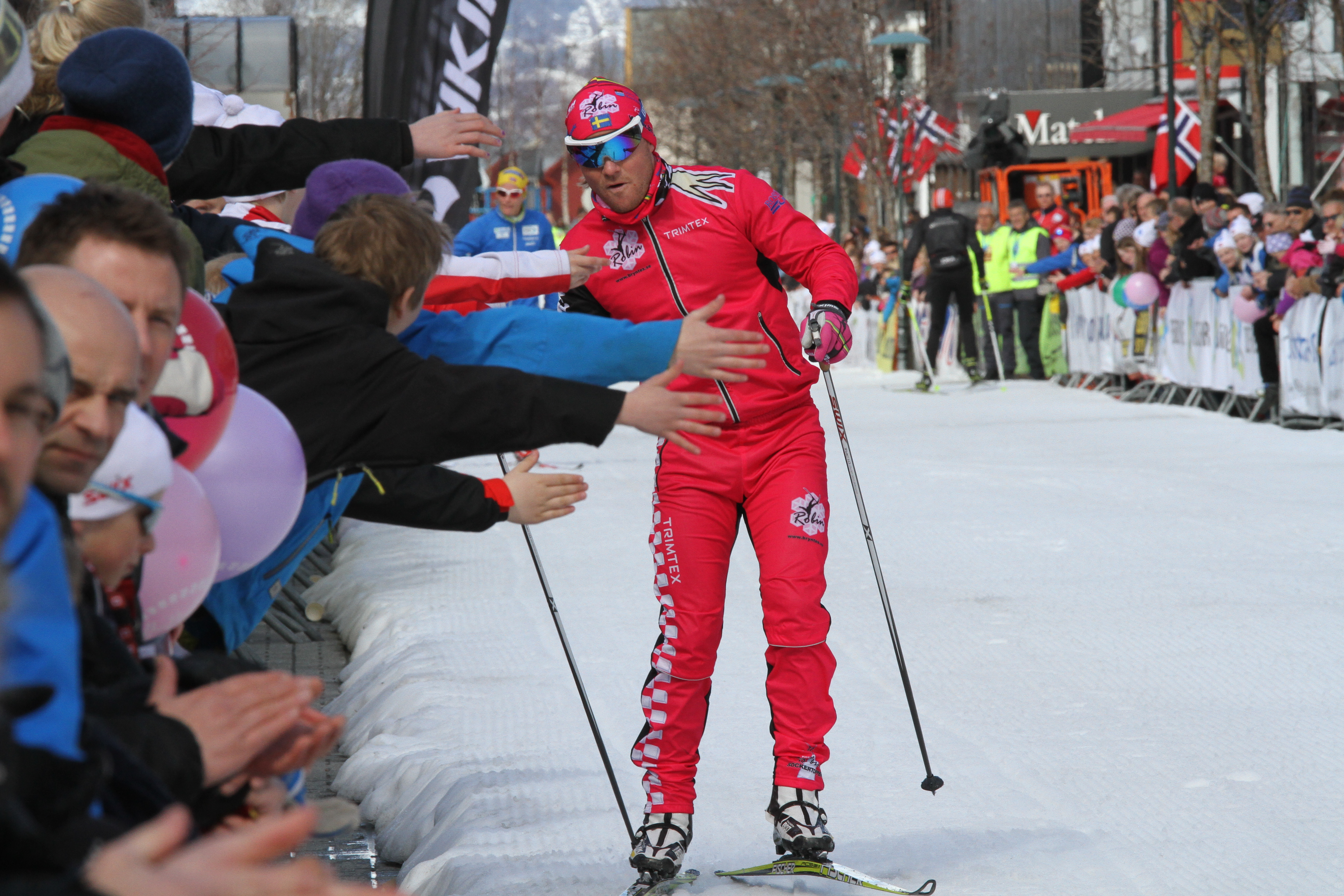
Robin Bryntesson under Bysprinten i april 2019.

Kjell Magnus Robin Bryntesson, född 17 oktober 1985 i Bodums församling i Jämtlands län, är en svensk längdåkare. Han tävlar för Sockertoppen IF (tidigare Rossöns IF).

## Biografi
Bryntesson har 3 stycken junior-VM-guld på meritlistan (Junior-VM 2004, U-23VM 2007 och 2008).
I världscupen har han en seger i lagsprint 2009 i Vancouver med Emil Jönsson. Han har också SM-guld och SM-silver i lagsprint. På grund av hård konkurrens i det svenska sprintlandslaget missade Bryntesson att kvalificera sig till den svenska OS-truppen 2010. I Vasaloppet har han som bäst en 12:e plats sedan 2009. 
Bryntesson startade 2011 ett läger för barn och ungdomar med diabetes som kallas Sockertoppen, där man försöker visa att ingenting är omöjligt trots sjukdomen. Detta gör han genom att sälja rosa kläder och under sommaren 2013 åkte han 130 mil på rullskidor för att samla in pengar till lägret. Han har även startat ett eget team för diabetiker med samma budskap, att visa på möjligheterna.
Efter detta vann Bryntesson även SM i rullskidor över 40 km i Falköping.
Han medverkar också i många mediala sammanhang bland annat som expert tillsammans med SVT under Paralympics 2014. Han har varit bisittare i NRK:s Helt ramm under flera mästerskap, VM i längdskidor 2015 i Falun, VM i skidskytte 2016 i Holmenkollen och VM i längdskidor 2017 i Lahti.
Under 2018 arbetade Bryntesson med Discovery under de olympiska spelen i Pyeongchang. Under paralympics samma år agerade han ledsagare till Zebastian Modin när han tog silver i sprinttävlingen.
2023, i det 99:e Vasaloppet, blev han den förste någonsin som tog sig an de nio milen på skidor baklänges. I det hundrade Vasaloppet, 2024, var han SVT:s skidande reporter med uppgift att rapportera från tävlingen samtidigt som han försöker hålla sig så nära täten i tävlingen som möjligt.